# U 353 (Kriegsmarine)
De U 353 was een U-boot van de Duitse Kriegsmarine tijdens de Tweede Wereldoorlog. Het was een type VIIC U-boot die onder commando stond van Oberleutnant-zur-Zee Wolfgang Römer. Hij was de tweede U-boot die verloren ging tijdens de aanval op konvooi SC-104 op 16 oktober 1942.

## Geschiedenis

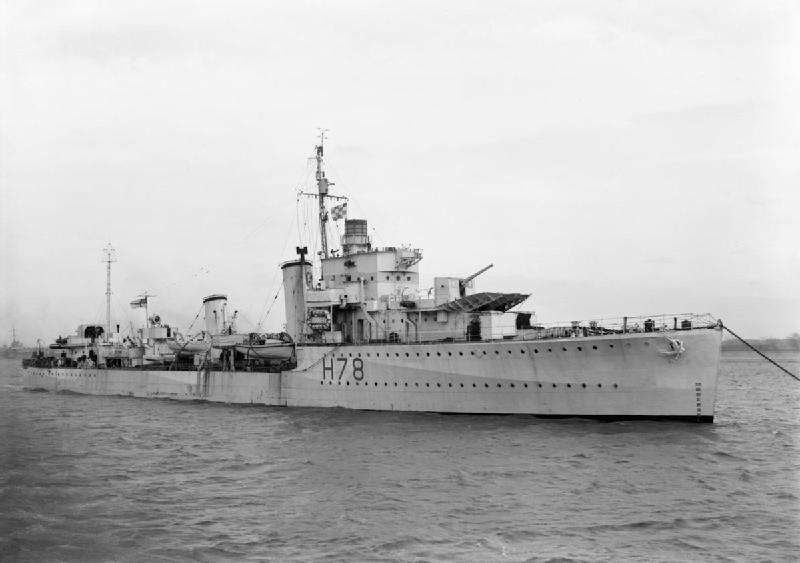
HMS Fame

Vanaf 13 oktober 1942 's avonds werd het konvooi SC-104 door een 'wolfsbende'-U-boten aangevallen.
Tijdens de aanvallen gingen twee U-boten verloren. De U 661 werd tot zinken gebracht op 15 oktober en de volgende dag de U 353. 

## Ondergang
De U 353 werd tot zinken gebracht op 16 oktober 1942 in het noordelijke gedeelte van de Atlantische Oceaan, in positie 53° 54′ 0″ NB, 29° 30′ 0″ WL door dieptebommen van de Britse torpedobootjager HMS Fame. Hierbij vielen zes doden, maar 39 man van de zinkende U 353 werden opgepikt en krijgsgevangene gemaakt. Commandant Wolfgang Römer is op 1 juli 1943 tijdens zijn gevangenschap overleden.